# Pierre Adenot
Pour les articles homonymes, voir Adenot.
Pierre Adenot est un compositeur et arrangeur français né le 24 novembre 1965 à Lyon.
Il a réalisé des arrangements pour de nombreux artistes de variétés (Stephan Eicher, Charles Aznavour, Michel Fugain...) et composé des musiques de films (en particulier pour Sam Karmann sur Kennedy et moi et La Vérité ou presque) et de téléfilms (Une vie, d'Élisabeth Rappeneau).
Il a aussi composé en 2012 la musique de la nouvelle publicité de Cartier : L'Odyssée. Il signe une œuvre grandiose, composant pour plus de 80 musiciens et 60 voix.

## Filmographie

### Compositeur
- 1994 : Le Bateau de mariage de Jean-Pierre Améris
- 1996 : Les Aveux de l'innocent de Jean-Pierre Améris
- 1998 : La Famille Sapajou - le retour de Élisabeth Rappeneau
- 1999 : Sapajou contre Sapajou de Élisabeth Rappeneau
- 1999 : Kennedy et moi de Sam Karmann
- 2001 : Le Violon brisé de Alain Schwarzstein
- 2001 : Un citronnier pour deux de Élisabeth Rappeneau
- 2002 : Rue des plaisirs de Patrice Leconte
- 2003 : À la petite semaine de Sam Karmann
- 2003 : Changer tout de Élisabeth Rappeneau
- 2004 : Pardon de Alain Schwarzstein
- 2004 : L'Insaisissable de Élisabeth Rappeneau
- 2005 : Une vie de Élisabeth Rappeneau
- 2006 : Paris, je t'aime
- 2006 : Inséparables de Élisabeth Rappeneau
- 2007 : La Vérité ou presque de Sam Karmann
- 2008 : Les Bougon de Sam Karmann
- 2010 : Paul et ses femmes de Élisabeth Rappeneau
- 2010 : Les Émotifs anonymes de Jean-Pierre Améris
- 2014 : La Belle et la Bête de Christophe Gans

### Arrangeur et orchestrateur
- 2002 : Rue des plaisirs de Patrice Leconte
- 2002 : Mon idole de Guillaume Canet
- 2005 : Ma vie en l'air de Rémi Bezançon